# Rada Ministrów w Polsce
Rada Ministrów (zwyczajowo rząd) – w Polsce, na mocy Konstytucji Rzeczypospolitej Polskiej, kolegialny organ naczelny władzy państwowej działający pod przewodnictwem Prezesa Rady Ministrów, odpowiadający politycznie przed Sejmem oraz sprawujący wraz z Prezydentem Rzeczypospolitej Polskiej władzę wykonawczą w państwie.
Osoba desygnowana przez Prezydenta RP na Prezesa Rady Ministrów formuje Radę, uzyskuje dla niej wotum zaufania Sejmu, reprezentuje ją na zewnątrz oraz przewodniczy jej, a kadencja Rady jest tożsama z kadencją jej Prezesa, toteż jednostki stanowiące aparat pomocniczy Prezesa Rady Ministrów (Kancelaria Prezesa Rady Ministrów, Rządowe Centrum Legislacji oraz Rządowe Centrum Bezpieczeństwa) zapewniają także obsługę administracyjną samej Rady.

## Historia nazwy
Po raz pierwszy polski rząd został określony terminem „Rada Ministrów” w Konstytucji Księstwa Warszawskiego (1807). Ustawa Konstytucyjna Królestwa Polskiego (1815) zmieniła termin „Rada Ministrów” na „Rada Administracyjna”. Ponownie Radą Ministrów został nazwany rząd polski w dekrecie Rady Regencyjnej o tymczasowej organizacji władz naczelnych w Królestwie Polskiem z 3 stycznia 1918 i ta nazwa obowiązuje do dziś. Zgodnie z art. 1 ustawy z dnia 8 sierpnia 1996 r. o Radzie Ministrów równorzędnym określeniem tego organu jest słowo „Rząd”.

## Rada Ministrów według Konstytucji z 1997

### Organizacja
Zgodnie z obowiązującą Konstytucją Rzeczypospolitej Polskiej z dnia 2 kwietnia 1997, Rada Ministrów składa się z Prezesa Rady Ministrów oraz ministrów, a wśród nich zawsze Ministra Obrony Narodowej oraz Ministra Sprawiedliwości. W skład Rady Ministrów mogą być powoływani wiceprezesi Rady Ministrów oraz przewodniczący określonych w ustawach komitetów. Prezes oraz wiceprezesi Rady Ministrów mogą pełnić także funkcję ministra lub przewodniczącego komitetu (art. 147 Konstytucji).
Organizację i tryb pracy Rady Ministrów regulują ustawa z dnia 8 sierpnia 1996 o Radzie Ministrów, ustawa z dnia 4 września 1997 r. o działach administracji rządowej, ustawa z dnia 26 kwietnia 2007 r. o zarządzaniu kryzysowym oraz ustawa z dnia 11 marca 2022 r. o obronie Ojczyzny.

### Kompetencje
Rada Ministrów:
- prowadzi politykę wewnętrzną i zagraniczną Rzeczypospolitej Polskiej (art. 146 ust. 1 Konstytucji),
- kieruje administracją rządową (art. 146 ust. 3 Konstytucji),
- w zakresie i na zasadach określonych w Konstytucji i ustawach, na podstawie art. 146 ust. 4 Konstytucji, w szczególności:
  - zapewnia wykonanie ustaw,
  - wydaje rozporządzenia,
  - koordynuje i kontroluje prace organów administracji rządowej,
  - chroni interesy Skarbu Państwa,
  - uchwala projekt budżetu państwa,
  - kieruje wykonaniem budżetu państwa oraz uchwala zamknięcie rachunków państwowych i sprawozdanie z wykonania budżetu,
  - zapewnia bezpieczeństwo wewnętrzne państwa oraz porządek publiczny,
  - zapewnia bezpieczeństwo zewnętrzne państwa,
  - sprawuje ogólne kierownictwo w dziedzinie stosunków z innymi państwami i organizacjami międzynarodowymi,
  - zawiera umowy międzynarodowe wymagające ratyfikacji oraz zatwierdza i wypowiada inne umowy międzynarodowe,
  - sprawuje ogólne kierownictwo w dziedzinie obronności kraju oraz określa corocznie liczbę obywateli powoływanych do czynnej służby wojskowej,
  - określa organizację i tryb swojej pracy.

Do Rady Ministrów należą sprawy polityki państwa niezastrzeżone dla innych organów państwowych oraz samorządu terytorialnego (art. 146 ust. 2 Konstytucji).

### Procedura utworzenia
Obowiązująca Konstytucja przewiduje następującą procedurę utworzenia rządu:
- Zasadnicza procedura
  - W ciągu 14 dni od pierwszego posiedzenia Sejmu lub przyjęcia dymisji poprzedniej Rady Ministrów:
    - Prezydent Rzeczypospolitej desygnuje Prezesa Rady Ministrów, tj. wskazuje osobę (zwykle wytypowaną wcześniej przez partię polityczną mającą większość w Sejmie lub koalicję partii), która otrzymuje misję sformowania rządu (art. 154 ust. 1 zd. 1 in principio Konstytucji).
    - Osoba desygnowana na Prezesa Rady Ministrów przedstawia Prezydentowi skład Rady Ministrów (art. 154 ust. 1 zd. 1 in fine Konstytucji).
    - Prezydent powołuje Prezesa Rady Ministrów oraz pozostałych członków Rady Ministrów oraz odbiera przysięgę od nowo powołanej Rady Ministrów (art. 154 ust. 1 zd. 2 Konstytucji).

  - W ciągu 14 dni od powołania przez Prezydenta Rady Ministrów w trybie art. 154 ust. 1 zd. 2 Konstytucji, Prezes Rady Ministrów przedstawia Sejmowi program działania Rady Ministrów (exposé) z wnioskiem o udzielenie jej wotum zaufania. Sejm uchwala wotum zaufania bezwzględną większością głosów w obecności co najmniej połowy ustawowej liczby posłów (art. 154 ust. 2 Konstytucji).
- I procedura rezerwowa
  - W razie niepowołania Rady Ministrów w przedstawionym wyżej trybie lub nieudzielenia jej wotum zaufania przez Sejm, w ciągu 14 dni od upływu terminów określonych w art. 154 ust. 1 lub 2 Konstytucji, Sejm wybiera Prezesa Rady Ministrów oraz proponowanych przez niego członków Rady Ministrów bezwzględną większością głosów w obecności co najmniej połowy ustawowej liczby posłów. Prezydent powołuje tak wybraną Radę Ministrów i odbiera od niej przysięgę (art. 154 ust. 3 Konstytucji).
- II procedura rezerwowa
  - W razie niepowołania Rady Ministrów w trybie art. 154 ust. 3 Konstytucji Prezydent w ciągu 14 dni powołuje Prezesa Rady Ministrów i na jego wniosek pozostałych członków Rady Ministrów oraz odbiera od nich przysięgę (art. 155 ust. 1 zd. 1 Konstytucji). (W praktyce ustrojowej, 11 czerwca 2004, doszło uprzednio do desygnowania Prezesa Rady Ministrów na podstawie art. 154 ust. 1 zd. 1 Konstytucji.)
  - W ciągu 14 dni od powołania przez Prezydenta Rady Ministrów w trybie art. 155 ust. 1 zd. 1 Konstytucji, Prezes Rady Ministrów przedstawia Sejmowi program działania Rady Ministrów (exposé) z wnioskiem o udzielenie jej wotum zaufania. Sejm uchwala wotum zaufania zwykłą większością głosów w obecności co najmniej połowy ustawowej liczby posłów (art. 155 ust. 1 zd. 2 Konstytucji).
  - W razie nieudzielenia Radzie Ministrów wotum zaufania w trybie określonym w art. 155 ust. 1 zd. 2 Konstytucji, Prezydent skraca kadencję Sejmu i zarządza wybory (art. 155 ust. 2 Konstytucji).

Zgodnie z art. 158 ust. 1 in fine Konstytucji, możliwe jest także powołanie nowej Rady Ministrów w trybie tzw. konstruktywnego wotum nieufności. Sejm wyraża Radzie Ministrów wotum nieufności większością ustawowej liczby posłów na wniosek złożony przez co najmniej 46 posłów, w którym imiennie wskazuje kandydata na Prezesa Rady Ministrów. W sytuacji przyjęcia takiej uchwały przez Sejm, Prezydent ma obowiązek przyjąć dymisję Rady Ministrów, a następnie Prezydent powołuje tak wybranego Prezesa Rady Ministrów i na jego wniosek pozostałych członków Rady Ministrów.

### Dymisja Rady Ministrów
Prezydent obligatoryjnie przyjmuje dymisję Rady Ministrów:
- na pierwszym posiedzeniu nowo wybranego Sejmu (art. 154 ust. 1 zd. 2 Konstytucji),
- w razie niewyrażenia jej przez Sejm wotum zaufania,
- w razie wyrażenia jej przez Sejm konstruktywnego wotum nieufności w trybie art. 158 ust. 1 Konstytucji,
- w razie śmierci Prezesa Rady Ministrów (interpretacja wyprowadzona z art. 147 ust. 1 Konstytucji).

Natomiast fakultatywnie Prezydent może wyrazić zgodę na dymisję Rady Ministrów w sytuacji, gdy jej przyczyną jest wyłącznie rezygnacja Prezesa Rady Ministrów (art. 162 ust. 2 pkt 3 Konstytucji). Sytuacja odmowy przyjęcia dymisji w takim przypadku miała miejsce 6 maja 2005, kiedy prezydent Kwaśniewski nie przyjął dymisji drugiego rządu Marka Belki.
Prezydent Rzeczypospolitej, przyjmując dymisję Rady Ministrów, powierza jej dalsze pełnienie obowiązków do czasu powołania nowej Rady Ministrów. Przyjęcie dymisji Rady Ministrów, jak i odmowa jej przyjęcia, następują postanowieniami Prezydenta RP publikowanymi w Monitorze Polskim, a wchodzącymi w życie z chwilą podpisania.

### Śmierć Prezesa Rady Ministrów
Obowiązujące przepisy ustrojowe nie regulują następstw prawnych śmierci urzędującego Prezesa Rady Ministrów.
Art. 6 ustawy o Radzie Ministrów z 1996 reguluje stan fizycznej nieobecności premiera na posiedzeniu rządu lub też jego czasową niemożność wykonywania obowiązków, np. z powodu choroby. Wówczas z mocy prawa Radą Ministrów kieruje jej wiceprezes, wcześniej wyznaczony przez premiera, lub jeden z ministrów, w wypadku gdy rząd funkcjonuje bez wicepremierów. Wiceprezes Rady Ministrów wykonuje, w imieniu Prezesa Rady Ministrów, zadania i kompetencje w zakresie powierzonym przez Prezesa Rady Ministrów.
Należy uznać jednak, że śmierć Prezesa Rady Ministrów powoduje dymisję całej Rady Ministrów, która może istnieć tylko pod przewodnictwem określonej osoby.

### Odpowiedzialność konstytucyjna
Członkowie Rady Ministrów (również Prezes) ponoszą odpowiedzialność przed Trybunałem Stanu za:
- naruszenie Konstytucji lub ustawy w związku z zajmowanym stanowiskiem lub w zakresie urzędowania (art. 156 ust. 1 Konstytucji),
- popełnienie przestępstwa w związku z zajmowanym stanowiskiem.

Odpowiedzialność konstytucyjna ma charakter indywidualny, egzekwować ją można tylko od każdego członka Rady Ministrów z osobna.
Wnioskować w tej sprawie może Prezydent lub grupa 115 posłów. Wniosek kierują oni na ręce Marszałka Sejmu, który przekazuje go Komisji Odpowiedzialności Konstytucyjnej w celu zbadania zasadności. Komisja Odpowiedzialności Konstytucyjnej przekazuje sprawozdanie oraz końcowy wniosek na posiedzenie plenarne Sejmu, gdzie odbywa się głosowanie – postawienie członka Rady Ministrów w stan oskarżenia przed Trybunałem Stanu wymaga większości kwalifikowanej 3/5 ustawowej liczby posłów.
Postępowanie przed Trybunałem Stanu jest dwuinstancyjne: w I instancji Trybunał Stanu orzeka w składzie przewodniczący + 4 członków, natomiast jako organ odwoławczy (II instancji) przewodniczący + 6 członków (z wyłączeniem tych, którzy orzekali w I instancji). Przy postępowaniu stosuje się odpowiednio przepisy Kodeksu postępowania karnego. Sankcjami są:
- utrata zajmowanego stanowiska,
- a w przypadku popełnienia deliktu konstytucyjnego także:
  - utrata praw wyborczych,
  - utrata orderów i odznaczeń,
  - zakaz zajmowania stanowisk kierowniczych lub pełnienia funkcji związanych ze szczególną odpowiedzialnością w organach państwowych lub organizacjach społecznych.

Powyższe kary egzekwowane za popełnienie deliktu konstytucyjnego mogą być orzeczone na okres od 2 do 10 lat, przy czym od wyroku nie przysługuje prezydenckie prawo łaski (art. 25 ust. 2 ustawy o Trybunale Stanu).

## Organy wewnętrzne Rady Ministrów
Tematowi temu poświęcony jest rozdział 3 ustawy o Radzie Ministrów z 8 sierpnia 1996. Organy takie mogą zostać powołane przez Prezesa Rady Ministrów w drodze zarządzenia na wniosek członka Rady Ministrów lub z inicjatywy samego premiera. Organami takimi mogą być w szczególności:
- komitety (stałe lub powoływane do rozpatrzenia określonej kategorii spraw lub konkretnej sprawy) (np. Komitet Ekonomiczny Rady Ministrów, Komitet Stały Rady Ministrów)[4],
- rady i zespoły opiniodawcze lub doradcze w sprawach należących do kompetencji Rady Ministrów lub Prezesa Rady Ministrów.

Prezes Rady Ministrów, tworząc organy pomocnicze, określa jednocześnie ich nazwę, skład, zakres działania oraz tryb postępowania (np. Komisja Wspólna Rządu i Samorządu Terytorialnego). Innymi organami pomocniczymi, o których mówi ustawa, a które mogą być powoływane w drodze rozporządzenia, to komisje do opracowywania projektów kodyfikacji określonych dziedzin prawa, komisje wspólne, w skład których wchodziliby członkowie rządu oraz reprezentanci określonych instytucji lub środowisk, których rozpatrywana sprawa by dotyczyła.

## Skład
| Funkcja                                              | Imię i nazwisko      | Imię i nazwisko                      | Czas pełnienia funkcji | Czas pełnienia funkcji |
| Funkcja                                              | Imię i nazwisko      | Imię i nazwisko                      | Od                     | Do                     |
| ---------------------------------------------------- | -------------------- | ------------------------------------ | ---------------------- | ---------------------- |
| Prezes Rady Ministrów                                |                      | Donald Tusk (PO)                     | 13 grudnia 2023        |                        |
| Wiceprezes Rady Ministrów                            |                      | Władysław Kosiniak-Kamysz (PSL)      | 13 grudnia 2023        |                        |
| Minister obrony narodowej                            |                      | Władysław Kosiniak-Kamysz (PSL)      | 13 grudnia 2023        |                        |
| Wiceprezes Rady Ministrów                            |                      | Radosław Sikorski (PO)               | 24 lipca 2025          |                        |
| Minister spraw zagranicznych                         | 13 grudnia 2023      | Radosław Sikorski (PO)               |                        |                        |
| Wiceprezes Rady Ministrów                            |                      | Krzysztof Gawkowski (NL)             | 13 grudnia 2023        |                        |
| Minister cyfryzacji                                  |                      | Krzysztof Gawkowski (NL)             | 13 grudnia 2023        |                        |
| Minister aktywów państwowych                         |                      | Wojciech Balczun                     | 24 lipca 2025          |                        |
| Minister-członek Rady Ministrów                      |                      | Maciej Berek                         | 13 grudnia 2023        | 24 lipca 2025          |
| Minister nadzoru nad wdrażaniem polityki rządu       | 24 lipca 2025        | Maciej Berek                         |                        |                        |
| Minister kultury i dziedzictwa narodowego            |                      | Marta Cienkowska (PL2050)            | 24 lipca 2025          |                        |
| Minister finansów                                    |                      | Andrzej Domański (PO)                | 13 grudnia 2023        | 24 lipca 2025          |
| Minister finansów i gospodarki                       | 24 lipca 2025        | Andrzej Domański (PO)                |                        |                        |
| Minister rodziny, pracy i polityki społecznej        |                      | Agnieszka Dziemianowicz-Bąk (NL)     | 13 grudnia 2023        |                        |
| Minister-członek Rady Ministrów                      |                      | Jan Grabiec (PO)                     | 13 grudnia 2023        |                        |
| Przewodniczący Komitetu do spraw Pożytku Publicznego | 24 lipca 2025        | Jan Grabiec (PO)                     |                        |                        |
| Minister klimatu i środowiska                        |                      | Paulina Hennig-Kloska (PL2050)       | 13 grudnia 2023        |                        |
| Minister spraw wewnętrznych i administracji          |                      | Marcin Kierwiński (PO)               | 13 grudnia 2023        | 13 maja 2024           |
| Minister spraw wewnętrznych i administracji          | 24 lipca 2025        | Marcin Kierwiński (PO)               |                        |                        |
| Minister-członek Rady Ministrów                      | 26 września 2024     | Marcin Kierwiński (PO)               |                        |                        |
| Minister infrastruktury                              |                      | Dariusz Klimczak (PSL)               | 13 grudnia 2023        |                        |
| Minister nauki i szkolnictwa wyższego                |                      | Marcin Kulasek (NL)                  | 17 stycznia 2025       |                        |
| Minister rolnictwa i rozwoju wsi                     |                      | Stefan Krajewski (PSL)               | 24 lipca 2025          |                        |
| Minister energii                                     |                      | Miłosz Motyka (PSL)                  | 24 lipca 2025          |                        |
| Minister edukacji                                    |                      | Barbara Nowacka (iPL)                | 13 grudnia 2023        |                        |
| Minister funduszy i polityki regionalnej             |                      | Katarzyna Pełczyńska-Nałęcz (PL2050) | 13 grudnia 2023        |                        |
| Minister sportu i turystyki                          |                      | Jakub Rutnicki (PO)                  | 24 lipca 2025          |                        |
| Minister-członek Rady Ministrów                      |                      | Tomasz Siemoniak (PO)                | 13 grudnia 2023        |                        |
| Minister spraw wewnętrznych i administracji          | 13 maja 2024         | Tomasz Siemoniak (PO)                | 24 lipca 2025          |                        |
| Minister zdrowia                                     |                      | Jolanta Sobierańska-Grenda           | 24 lipca 2025          |                        |
| Minister sprawiedliwości                             |                      | Waldemar Żurek                       | 24 lipca 2025          |                        |
| Minister sprawiedliwości                             |                      | Adam Bodnar                          | 13 grudnia 2023        | 24 lipca 2025          |
| Minister do spraw społeczeństwa obywatelskiego       |                      | Agnieszka Buczyńska (PL2050)         | 13 grudnia 2023        | 16 października 2024   |
| Przewodnicząca Komitetu do spraw Pożytku Publicznego |                      | Agnieszka Buczyńska (PL2050)         | 13 grudnia 2023        | 16 października 2024   |
| Minister aktywów państwowych                         |                      | Borys Budka (PO)                     | 13 grudnia 2023        | 13 maja 2024           |
| Minister przemysłu                                   |                      | Marzena Czarnecka                    | 13 grudnia 2023        | 24 lipca 2025          |
| Minister rozwoju i technologii                       |                      | Krzysztof Hetman (PSL)               | 13 grudnia 2023        | 13 maja 2024           |
| Minister spraw wewnętrznych i administracji          |                      | Marcin Kierwiński (PO)               | 13 grudnia 2023        | 13 maja 2024           |
| Minister do spraw równości                           |                      | Katarzyna Kotula (NL)                | 13 grudnia 2023        | 24 lipca 2025          |
| Minister zdrowia                                     |                      | Izabela Leszczyna (PO)               | 13 grudnia 2023        | 24 lipca 2025          |
| Minister sportu i turystyki                          | Sławomir Nitras (PO) | 13 grudnia 2023                      | 24 lipca 2025          |                        |
| Minister do spraw polityki senioralnej               |                      | Marzena Okła-Drewnowicz (PO)         | 13 grudnia 2023        | 24 lipca 2025          |
| Minister rolnictwa i rozwoju wsi                     |                      | Czesław Siekierski (PSL)             | 13 grudnia 2023        | 24 lipca 2025          |
| Minister kultury i dziedzictwa narodowego            |                      | Bartłomiej Sienkiewicz (PO)          | 13 grudnia 2023        | 13 maja 2024           |
| Minister do spraw Unii Europejskiej                  |                      | Adam Szłapka (.N)                    | 13 grudnia 2023        | 24 lipca 2025          |
| Minister nauki                                       |                      | Dariusz Wieczorek (NL)               | 13 grudnia 2023        | 17 stycznia 2025       |
| Minister aktywów państwowych                         |                      | Jakub Jaworowski                     | 13 maja 2024           | 24 lipca 2025          |
| Minister rozwoju i technologii                       |                      | Krzysztof Paszyk (PSL)               | 13 maja 2024           | 24 lipca 2025          |
| Minister kultury i dziedzictwa narodowego            |                      | Hanna Wróblewska                     | 13 maja 2024           | 24 lipca 2025          |
| Minister do spraw społeczeństwa obywatelskiego       |                      | Adriana Porowska (PL2050)            | 16 października 2024   | 24 lipca 2025          |
| Przewodnicząca Komitetu do spraw Pożytku Publicznego |                      | Adriana Porowska (PL2050)            | 16 października 2024   | 24 lipca 2025          |

Stan na 24 lipca 2025

## Galeria

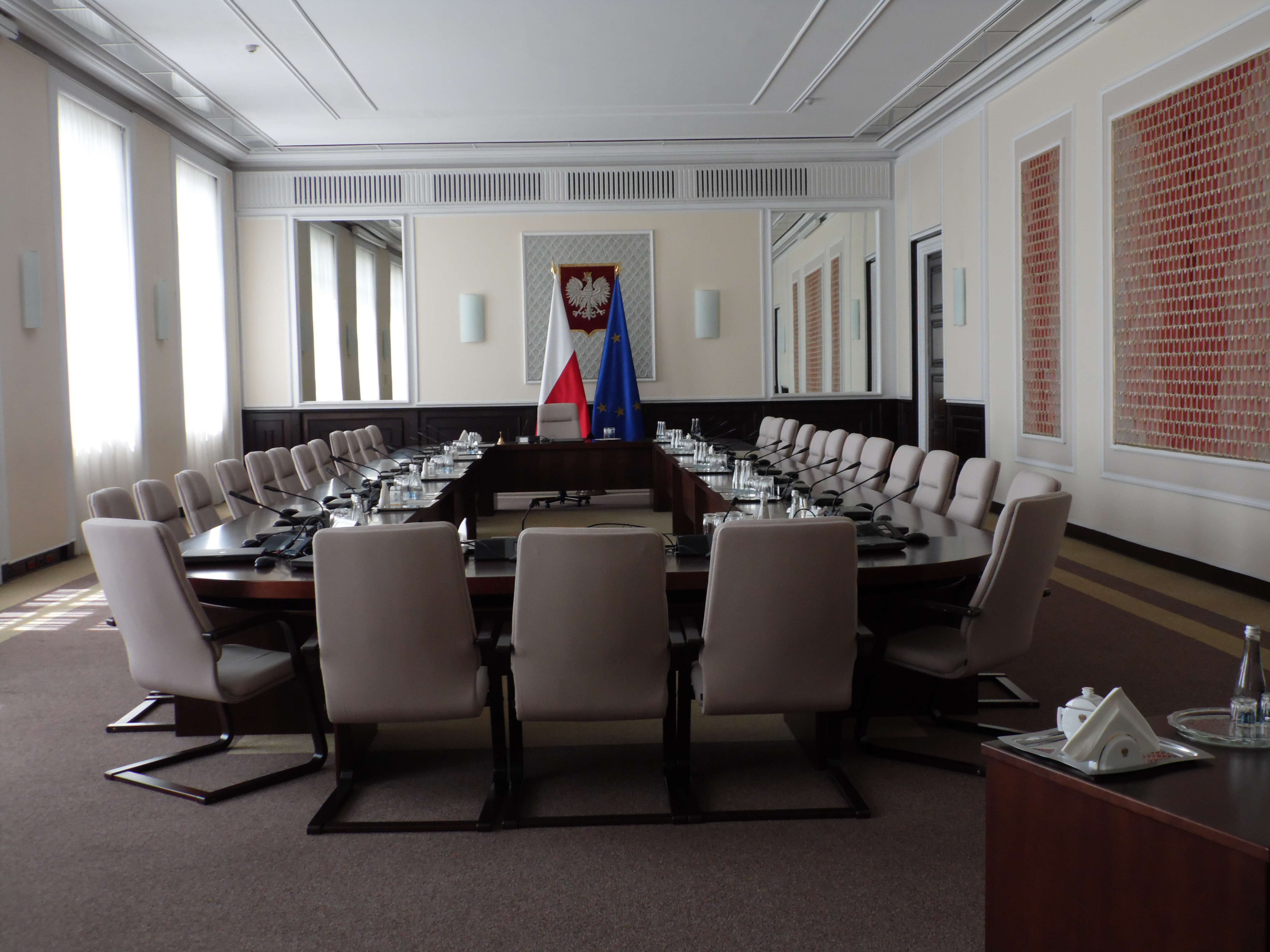
Sala im. Andrzeja Frycza Modrzewskiego w gmachu Kancelarii Prezesa Rady Ministrów w której odbywają się posiedzenia Rady Ministrów
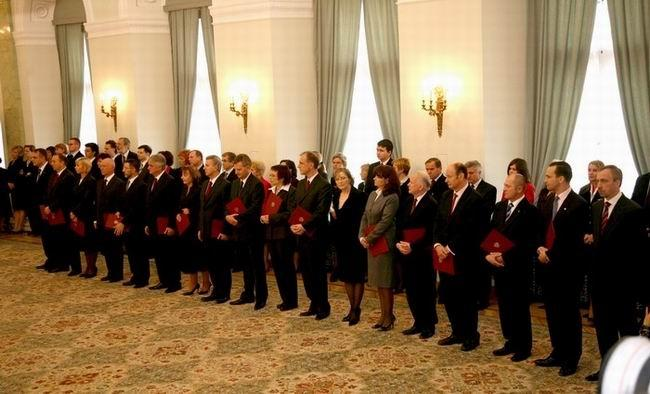
Zaprzysiężenie pierwszego rządu Donalda Tuska w Pałacu Prezydenckim w Warszawie (2007)
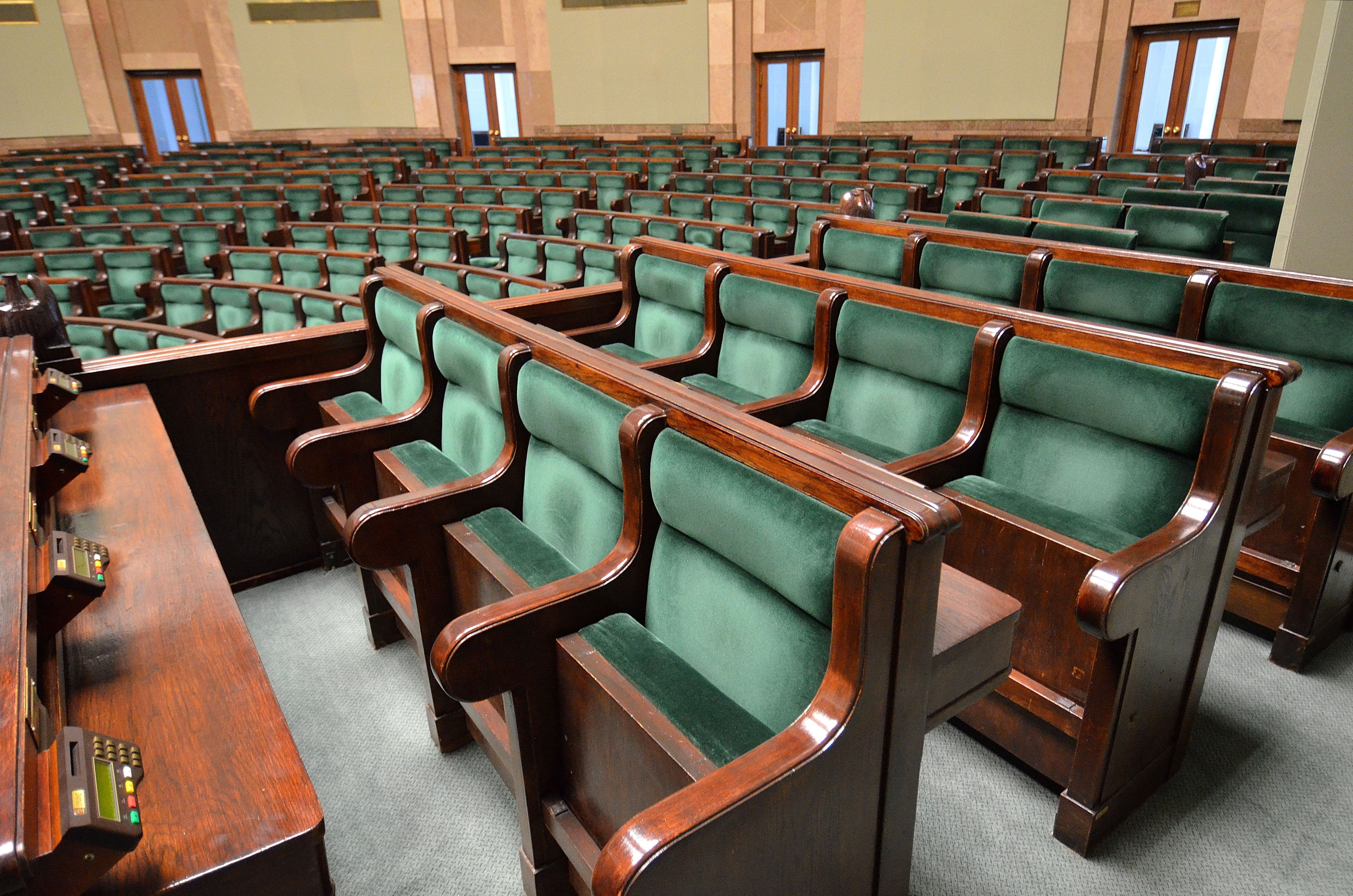
Miejsca zajmowane przez członków Rady Ministrów w Sali Posiedzeń Sejmu